# Malin Josefsson
Malin Josefsson (25 de julio de 1988) es una jinete sueca que compite en la modalidad de concurso completo. Ganó dos medallas de bronce en el Campeonato Europeo de Concurso Completo, en los años 2019 y 2021, ambas en la prueba por equipos.

## Palmarés internacional
| Campeonato Europeo | Campeonato Europeo   | Campeonato Europeo | Campeonato Europeo |
| Año                | Lugar                | Medalla            | Categoría          |
| ------------------ | -------------------- | ------------------ | ------------------ |
| 2019               | Luhmühlen (Alemania) | Medalla de bronce  | Por equipos        |
| 2021               | Avenches (Suiza)     | Medalla de bronce  | Por equipos        |